# Sous-préfecture d'Iburi
La sous-préfecture d'Iburi (胆振総合振興局, Iburi-sōgō-shinkō-kyoku) est une sous-préfecture de l'île de Hokkaidō au Japon. Elle s'étend sur la côte sud de cette dernière. Elle couvre une superficie de 3 698 km2 et abritait au 31 mars 2015 une population de 405 257 habitants, soit une densité de 110 habitants/km2. Elle a été créée en 1897.

## Géographie
La sous-préfecture d'Iburi est une préfecture littorale : elle dispose de 218 km de côtes donnant sur l'océan Pacifique, et ne s'étend, pour sa largeur maximale, qu'à 98 km à l'intérieur des terres. Elle est bordée par les sous-préfectures d'Oshima et de Shiribeshi à l'ouest, d'Ishikari, de Sorachi et de Kamikawa au nord et de Hidaka à l'est.

## Villes
La sous-préfecture compte quatre villes :
- Date
- Muroran (chef-lieu)
- Noboribetsu
- Tomakomai

## Bourgs et villages par districts
La sous-préfecture comporte aussi sept bourgs répartis en quatre districts ruraux :
- District d'Abuta
  - Tōyako
  - Toyoura
- District de Shiraoi
  - Shiraoi
- District d'Usu
  - Sōbetsu
- District de Yūfutsu
  - Abira
  - Atsuma
  - Mukawa